# Pedicularis oederi
Pedicularis oederi là loài thực vật có hoa thuộc họ Cỏ chổi. Loài này được Vahl mô tả khoa học đầu tiên năm 1806.

## Hình ảnh

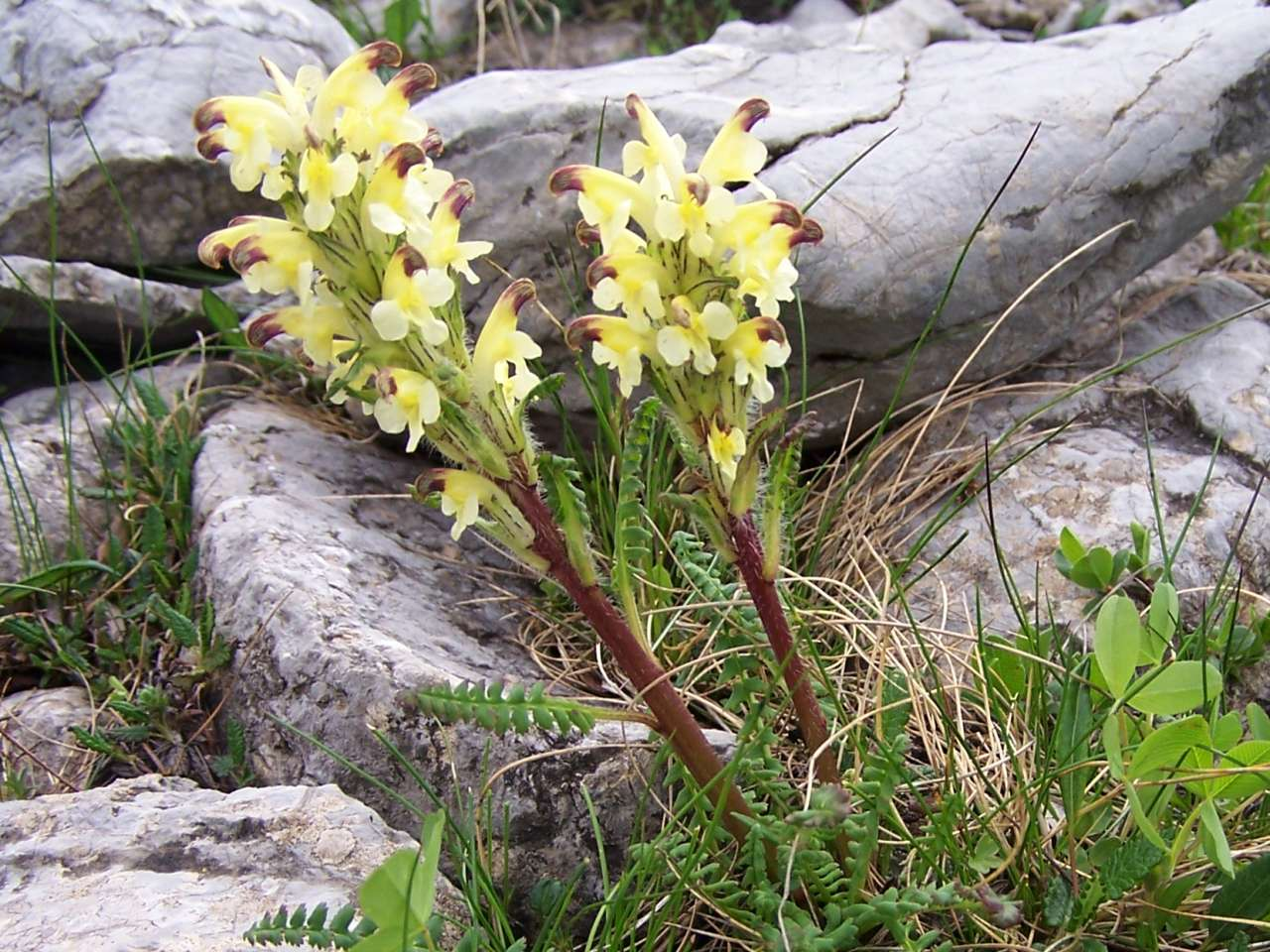
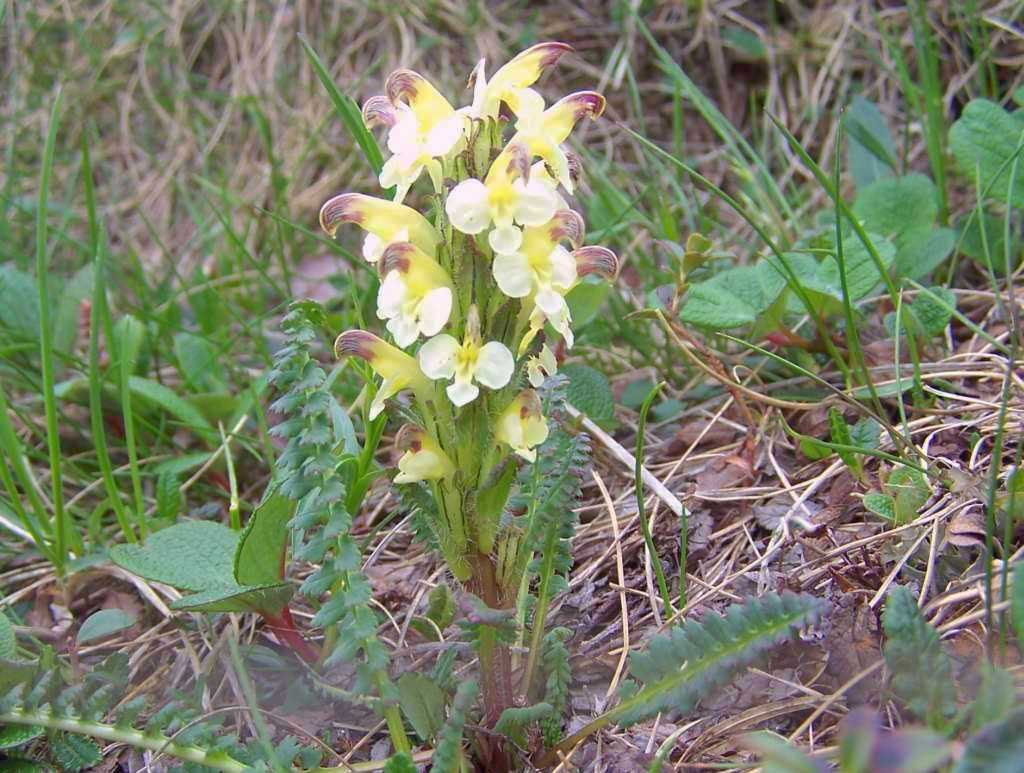
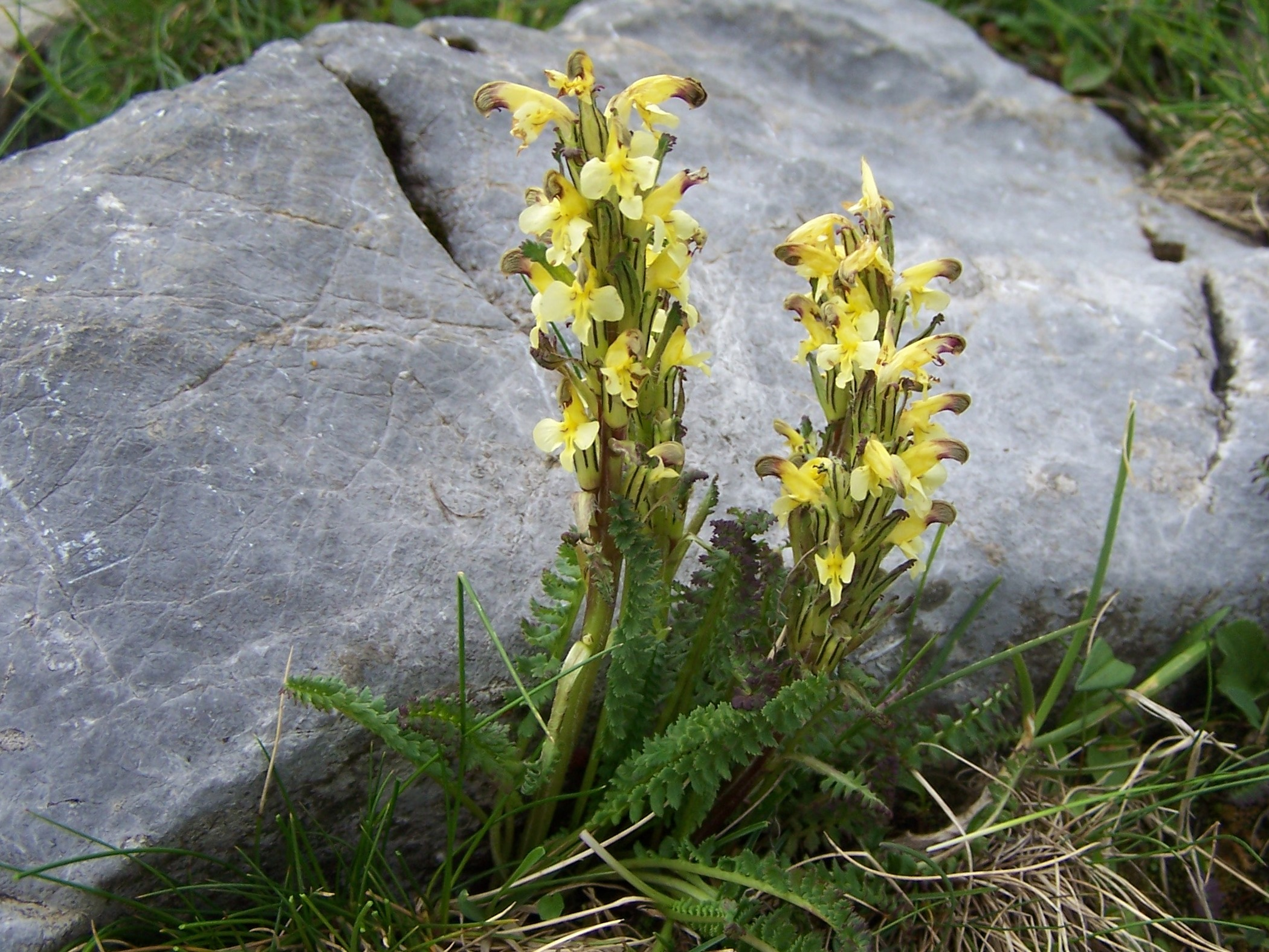
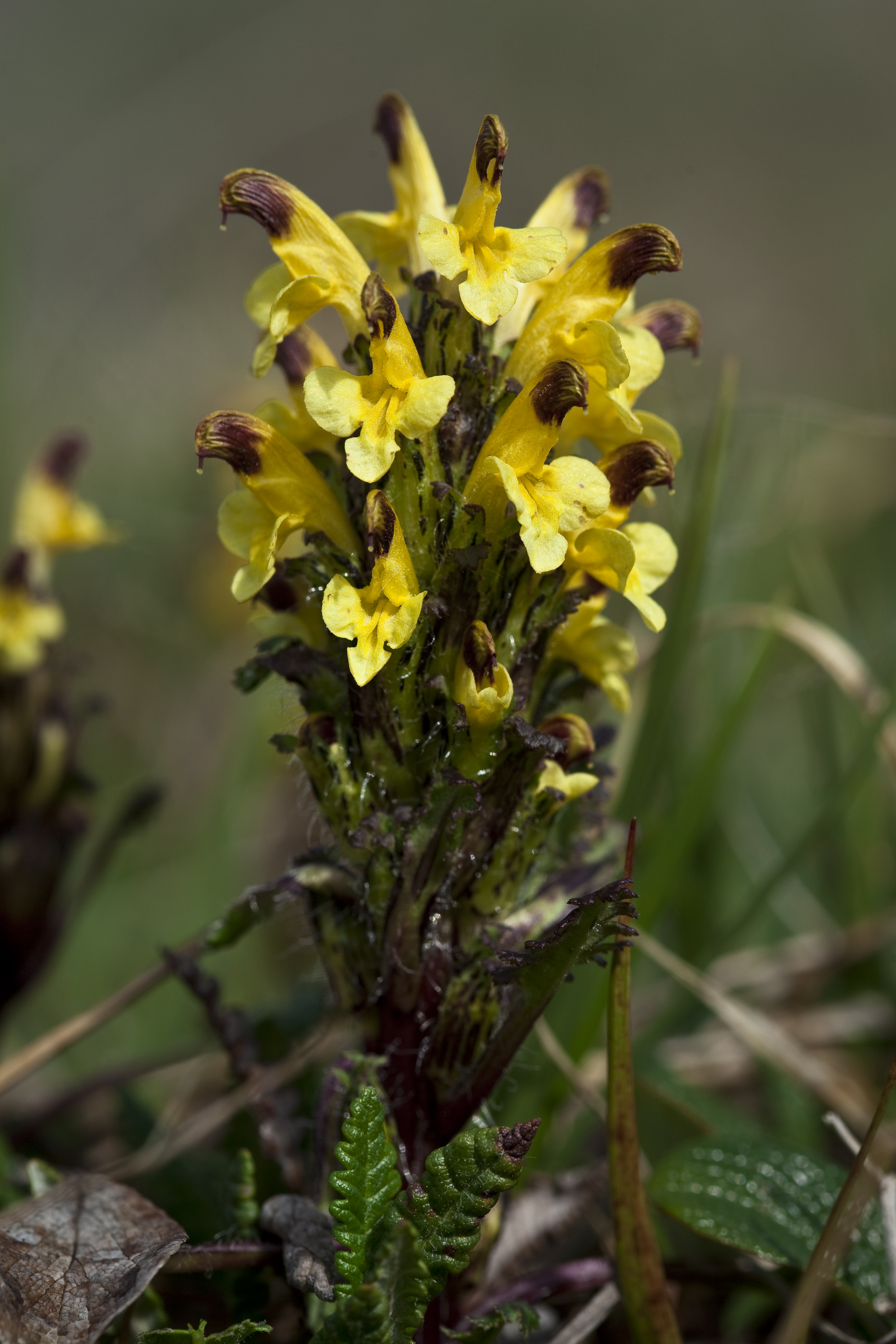